# Make Me (Lee Child)
Make Me (Obriga-me) é um romance policial de 2015 escrito pelo escritor inglês Lee Child sendo o vigésimo livro da série em que Jack Reacher é a personagem principal. A história é contada por um narrador.

## Resumo
Sem um objectivo preciso em mente, Jack Reacher estava em viagem de comboio quando observou um facto invulgar por ser perto da meia-noite. Uma retroescavadora visível por ter quatro faróis no tecto da cabine estava a abrir um buraco no que parecia um curral de porcos de uma quinta isolada. 30 quilómetros a norte deste local, na próxima paragem do comboio, a localidade de Mother´s Rest (localidade fictícia criada pelo autor), Jack Reacher saiu e não prosseguiu a viagem.:1-3
Quando está a sair da estação de comboios vem ter com ele uma mulher chamada Michelle Chang que confunde Reacher pela estatura com uma pessoa que ela julgava que pudesse vir naquele comboio, o seu colega detetive particular que a tinha chamado para o local e que agora não aparece.:Contracapa
Reacher pernoita no único motel que existe na localidade onde obviamente também está hospedada Chang. Há qualquer coisa em Chang que leva Reacher a querer ajudá-la e junta-se a ela na procura de explicação da ausência do colega dela que não aparece. E assim Reacher vê-se envolvido numa corrida atribulada por todos os EUA, desde Oklahoma City, base do colega de Chang desaparecido, passando por Los Angeles, onde vive e trabalha o jornalista do Los Angeles Times que foi contactado pelo desaparecido e pelo cliente para explicação sobre a deep web, indo depois a Chicago, onde vivia o hipotético cliente do colega de Chang, e onde Reacher e Chang tiveram de fazer face a um atentado contra eles, indo depois a Phoenix (Arizona), onde vive uma irmã do cliente e onde se situa a base de um grupo mafioso de origem no leste europeu que por encomenda de desconhecidos persegue Reacher e Chang, os quais se livram mais uma vez de um sério atentado, passando ainda por Palo Alto onde vive um hacker que os ajuda a entender o funcionamento da deep web e o que fazem os "maus" de Mother´s Rest, e por fim o regresso ao ponto de partida onde se verifica o confronto final com os "maus" e se descobre o que aconteceu aos desaparecidos.:Contracapa

## Questões
Uma das questões colocadas pelo livro é a da existência e do uso da chamada Deep Web. Um dos personagens do livro, um hacker, faz a seguinte afirmação::384-385
"A pesquisa na Deep Web é tecnicamente elegante, mas estar dentro dela pode ser desagradável. Tem um pouco de tudo, mas ao fim e ao cabo é uma javardice com três braços. Um terço dela é um mercado criminal enorme em que está tudo à venda, desde o teu cartão de crédito até assassinatos. Há sítios com leilões em que assassinos profissionais competem para ficar com a tarefa. A oferta mais baixa ganha. Há sítios onde tu podes especificar como a tua mulher deve morrer, e há fornecedores que te dão um orçamento pela tarefa....O segundo braço da javardice da Deep Web é pornografia do tipo mais selvagem. De dar voltas ao estômago, mesmo para mim, e eu não sou propriamente uma pessoa mediana....O terceiro braço da Deep Web é o suicídio."
Ainda uma outra personagem, explicando o que outra andava à procura, referiu ainda a propósito da Deep web::273-274
"Ele quer saber porque alguns sítios na rede não podem ser encontrados. O que era fundamentalmente uma questão acerca de motores de busca. A imagem dele de uma piscina parecia útil. Ele imaginava milhões de bolas de ténis, algumas flutuando e muitas submetidas para baixo pelo peso das de cima. Então eu pedi-lhe para imaginar um motor de busca como uma longa fita de seda a ser sacudida para cima e para baixo, para dentro e para fora, deslizando a uma velocidade tremenda pelas superfícies macias e molhadas. E imagina que algumas bolas se adaptaram para não serem nada macias, para ter em vez disso espigões, como anzóis para peixes, e outras bolas se adaptaram para serem completamente lisas, como bolas de bilhar. Onde iria a fita de seda prender-se?  Nos espigões, claro. E deslizaria completamente sobre as bola de bilhar. É o que ele precisava de entender sobre motores de busca. É uma via com dois sentidos. Um sítio da rede tem de querer ser encontrado. Tem de trabalhar muito para desenvolver espigões eficientes. Chama-se a isso optimização para motores de busca. É uma importante disciplina actualmente. Dito isto, exige também um trabalho aturado ser uma bola de bilhar. Manter-se secreto também não é fácil."
Ainda a mesma personagem, respondendo ao comentário de outra que referiu que sítios na rede secretos implicam ilegalidade::274-275
"Ou imoralidade, suponho eu. Ou os dois ao mesmo tempo. Sou ingénua acerca dessas coisas, mas podemos imaginar pornografia do tipo mais desagradável, ou entregas de droga por correio, e por aí fora. É a chamada Deep web...que pode ser dez vezes maior do que a Surface web. Ou cem vezes. Ou mais. E que não deve ser confundida com a Dark web, claro, que são apenas sítios fora de prazo com links sem efeito, como satélites mortos a rodopiar no espaço para sempre."
Ainda acerca da dimensão da Deep web e da possibilidade de o seu controle pelos Estados, uma personagem que é jornalista afirma::274-275
"A Deep web pode ser quinhentas vezes maior do que a Surface web. Pouco disso ganha dinheiro, penso eu, mas poucos dessa área precisam de o fazer, num universo tão largo.
E quando outro personagem pergunta se o estado desenvolveu um motor de busca capaz de ver a Deep web o jornalista responde que não, que quem constrói motores de busca são os especialistas em software que escrevem em linguagem máquina, os "coders".
Outra questão que tem incidência sobre o desenrolar da ação é o estado ou característica de anedonia de algumas pessoas. Uma personagem apresenta assim a situação de um familiar::300-301
"Ele nasceu infeliz. Nasceu sem a capacidade de ser feliz. Nasceu sem qualquer conceito até do que é felicidade. Ele não sabe  que isso é... Dão-se nomes para tudo.. Nenhum deles realmente se encaixa. Eu penso nisso como melancolia. Mas isto parece demasiado fraco e passivo....E ele é inteligente. Ele sabe exactamente o que está a acontecer-lhe. O resultado é um tormento sem fim."

## Apreciação
Janet Maslin, no The New York Times faz a seguinte apreciação: "Tenha isso em mente, na próxima vez que alguém lhe disser que Child, cujos romances de suspense do tipo duro e cerebral seguem todos as mesmas regras básicas, é apenas mais um do género a repetir-se de maneira mecânica. Make Me é uma peça quente. Tal como foi Never Go Back há dois anos, mas o tépido Uma Questão pessoal (2014) ocorreu entre eles. Child faz as suas melhores obras quando se aventura em novos e corajosos desafios, e Uma Questão Pessoal não apresentou nenhum. Make Me apresenta um enorme, mas leva um bom bocado a revelar o que, exatamente, existe na vagamente sinistra cidade campónia que atraiu Reacher."
Malcolm Gladwell, no The New Yorker: "Lee Child escreveu até agora vinte romances de Jack Reacher. Em cada um, Reacher mata cerca de uma dúzia de pessoas - o que significa que, se fizermos a soma, ele matou para cima de duzentas pessoas no decorrer da sua vida ficcional. É muita mortandade e, em Make Me, os corpos parecem empilhar-se mais rápido do habitualmente ... se alguém matou mais de duzentos civis no decurso da sua carreira literária - tudo com uma boa quantidade de previsão e deliberadamente e com não pouco prazer - ele é, tecnicamente falando, um Serial-killer".
E Malcolm Gladwell conclui: "Os livros de Reacher são Westerns: são sobre o homem de honra que chega à fronteira sem lei, a fim de impor uma espécie de justiça. Mas num aspecto crucial, eles modificam o género. O western tradicional era uma fantasia sobre a lei e a ordem: baseava-se numa saudade da ordem entre aqueles que viveram sem ela durante muito tempo. Os heróis comportam-se de acordo com regras estritas de cavalaria. Eles agem - na medida do possível - com moderação. No mundo em que vivemos hoje, em contraste, temos demasiada ordem: somos, como nos lembram com tanta frequência ultimamente, sobre-policiados. A nossa fantasia contemporânea é sobre a ilegalidade: sobre o que aconteceria se as instituições cívicas desaparecessem e tudo o que nos restasse fosse um tipo musculado e enorme que poderia fazer todos os cálculos necessários na sua cabeça para garantir que o tipo mau apanhasse o que ele merecia. É por isso que raramente há agentes policiais nos romances de Reacher - ou juízes, ou tribunais, ou advogados, ou qualquer discussão ou consideração sobre a lei. Nem sequer há qualquer  restrição da parte do herói. Ele não aponta para um amanhã mais civilizado. Ele está a encaminhar-nos de volta a um ambiente selvagem, com a certeza de que nossos psicopatas são mais duros e mais fortes do que os psicopatas "maus da fita". Eu li todos os vinte romances de Lee Child. Talvez haja algo de errado comigo. Mas fico ansioso pelo vigésimo primeiro."